# Бреме
Брѐме (на италиански: Breme, на местен диалект: Bremi, Бреми) е село и община в Северна Италия, провинция Павия, регион Ломбардия. Разположено е на 101 m надморска височина. Населението на общината е 773 души (към 2017 г.).